# Afoxé Loni
Afoxé Loni [afu∫e: loni] ist eine brasilianisch-deutsche Musik- und Tanzgruppe aus Berlin. Die künstlerischen Leiter sind Dudu Tucci (Perkussion) und Murah Soares (Choreographie).
Afoxé Loni wurde 1996 anlässlich des Berliner Karnevals der Kulturen gegründet und führt die Straßenparade seitdem an der Spitze des Umzugs an. Die Gruppe steht in der Tradition brasilianischer Afoxé-Blocos, gespielt werden traditionelle brasilianische Rhythmen und Kompositionen von Dudu Tucci. Charakteristisch sind die weiß-goldgelben Kostüme des Blocos.
Während des Karnevals der Kulturen wächst die Berliner Gruppe durch zahlreiche Gäste aus ganz Deutschland, Italien, England und anderen Ländern auf bis zu hundert Trommler, ebenso viele Tänzer und einige Sänger an. Afoxé Loni hat den Karneval der Kulturen schon mehrfach repräsentiert, so bei der Verleihung eines Kritikerpreises im Berliner Schauspielhaus, bei der Expo 2000 in Hannover oder bei der Wiedereröffnung des Berliner Olympiastadions. Am Gruppenwettbewerb des Karnevals nimmt Afoxé Loni nicht teil.
Eine kleinere Formation bestreitet während des ganzen Jahres Bühnenauftritte. Als eine der wenigen Gruppen in Europa bringt Afoxé Loni auch die Musik und Tänze des Candomblé auf die Bühne. Die Band wurde unter anderem auf Festivals nach Aguascalientes (Mexiko), Førde (Norwegen), London, Mailand, Dublin, Manchester und Drogheda (Irland) eingeladen.
2002 erschien die CD Afoxé Loni – Drums of Peace. Die Musik wurde komplett von Dudu Tucci eingespielt, der Gesang stammt von Murah Soares, Dudu Tucci und Chorsängern der Gruppe.
Da unter den Mitgliedern viele Brasilianer sind, nimmt Afoxé Loni auch eine wichtige soziale Rolle für die brasilianische Gemeinschaft in Berlin ein. Die Organisation der Gruppe liegt bei Krista Zeissig, die Afoxé Loni mitgegründet hat.
Im Mai 2011 gab der Trägerverein bekannt, dass Afoxé Loni aus finanziellen Gründen nach 15 Jahren zum letzten Mal am Karneval der Kulturen teilnimmt. Während die Einnahmen und Fördergelder nicht bei den Gruppen ankommen, seien die Auflagen der Stadt für die Teilnahme so hoch, dass bis zu 7000 Euro für die Technik des Wagens, Sicherheit und Müllbeseitigung aufgewendet werden müsse. Gleichzeitig sei die Bereitschaft der Musiker und Tänzer geschwunden, aus Idealismus teilzunehmen, stattdessen werde die Veranstaltung als Gratisparty wahrgenommen. Die Auftrittsgruppe soll weiter bestehen bleiben.

## Diskographie
- Dudu Tucci & Murah Soares: Afoxé Loni – Drums of Peace 2002.